# Strmec pri Destrniku
Strmec pri Destrniku este o localitate din comuna Destrnik, Slovenia, cu o populație de 34 de locuitori.